# Claude Criquielion
Claude Criquielion (ur. 11 stycznia 1957 w Lessines, zm. 18 lutego 2015 w Aalst) – belgijski kolarz szosowy, mistrz świata.

## Kariera
Największy sukces w karierze Claude Criquielion osiągnął w 1984 roku, kiedy zdobył złoty medal w wyścigu ze startu wspólnego podczas mistrzostw świata w Barcelonie. W zawodach tych wyprzedził bezpośrednio Włocha Claudio Cortiego oraz Kanadyjczyka Steve’a Bauera. Był to jednak jedyny medal wywalczony przez niego na międzynarodowej imprezie tej rangi. W tej samej konkurencji zajął też piąte miejsce na rozgrywanych rok wcześniej mistrzostwach świata w Altenrhein. Ponadto był też między innymi pierwszy w Setmana Catalana de Ciclisme i Escalada a Montjuïc oraz drugi w wyścigu Mediolan-Turyn w 1979 roku, trzeci w Grand Prix de Wallonie w 1980 roku, pierwszy w Brabantse Pijl w 1982 roku i Clásica de San Sebastián w 1983 roku, pierwszy w Grand Prix Eddy Merckx i trzeci w Grand Prix de Wallonie w 1984 roku, pierwszy w La Flèche Wallonne i Polynormande, drugi w Liège-Bastogne-Liège i trzeci w Grand Prix de Wallonie w 1985 roku, pierwszy w Tour de Romandie i Grand Prix du Midi libre oraz trzeci w La Flèche Wallonne w 1986 roku, pierwszy w Ronde van Vlaanderen, drugi w La Flèche Wallonne i trzeci w Liège-Bastogne-Liège w 1987 roku, wygrał Grand Prix du Midi libre i Grand Prix de Wallonie w 1988 roku, był pierwszy w La Flèche Wallonne i drugi w Amstel Gold Race w 1989 roku oraz drugi w La Flèche Wallonne i Liège-Bastogne-Liège w 1991 roku. W 1980 roku był też trzeci w Vuelta a España, a 1989 roku był siódmy w Giro d’Italia. Wielokrotnie startował w Tour de France, najlepszy wynik osiągając w 1986 roku, kiedy zajął piątą pozycję. Łącznie w latach 1979-1991 wygrał 57 wyścigów. Nigdy nie wystąpił na igrzyskach olimpijskich. W 1991 roku zakończył karierę.

## Najważniejsze zwycięstwa
- 1979 – Setmana Catalana de Ciclisme, Escalada a Montjuïc
- 1980 – 3. miejsce w Vuelta a España
- 1982 – Brabantse Pijl
- 1983 – Clásica de San Sebastián
- 1984 – mistrzostwo świata ze startu wspólnego, Grand Prix Eddy Merckx, Escalada a Montjuïc
- 1985 – La Flèche Wallonne, Polynormande
- 1986 – Tour de Romandie, GP Midi Libre, 5. miejsce w Tour de France
- 1987 – Dookoła Flandrii
- 1988 – GP Midi Libre
- 1989 – La Flèche Wallonne